# Max Darj
Max Darj, né le 21 septembre 1991 à Göteborg, est un handballeur internationale suédois évoluant au poste de pivot au sein du club allemand Füchse Berlin.

## Palmarès
Championnats d'Europe
- Médaille d'argent au championnat d'Europe 2018,  Croatie
- Médaille d'or au championnat d'Europe 2022,  Hongrie /  Slovaquie
- Médaille de Bronze au Championnat d'Europe 2024,  Allemagne

Championnats du monde
- Médaille d'argent au championnat du monde 2021,  Égypte